# Forgotten Memories: Alternate Realities
Forgotten Memories: Alternate Realities est un jeu de survival horror créé par Psychose Interactive et sorti en 2015 sur iTunes en iOS et sur Sony PlayStation 4, PlayStation 3, PlayStation Vita, Xbox One, Wii U et Microsoft Windows.

## Intrigue
Rose Hawkins est une inspectrice de la division des enquêtes de la police d'État du Massachusetts. Elle se réveille mourante dans un hôpital psychiatrique délabré après une violente confrontation avec un suspect et kidnappeur potentiel d'un enfant disparu, la petite Eden. Forcée par un blizzard de pénétrer dans les vieux murs de l'établissement inhabité, Rose doit affronter des esprits aux souvenirs oubliés depuis longtemps, en plongeant dans le passé des individus qui ont vécu entre ces murs.

## Modes de jeu
C'est un jeu de survival horror qui s'inspire fortement de l'atmosphère sale et psychologiquement tordue du jeu d'horreur qu'est Silent Hill. Le but de l'œuvre est de survivre dans la peau d'une détective déterminée qui explore des environnements sombres et dangereux, utilisable comme dans les aventures les plus classiques du genre : à travers des vues gérables manuellement, à la troisième personne, en affrontant des ennemis monstrueux aux caractéristiques différentes d'un niveau à l'autre.

## Réception
Le jeu a été qualifié de premier véritable jeu de survival horror à la troisième personne sur mobile et smartphone (et iOS) et d'un des héritiers spirituels de la saga Silent Hill et du très attendu, puis annulé, Silent Hills. Les critiques et le public sont d'accord : Forgotten Memories: Alternate Realities est un survival horror dont le potentiel réside dans l'excellent moteur graphique 3D pour mobile et dans la combinaison de caractéristiques typiques du survival horror d'action avec des énigmes des années 90. Sur Metacritic (Metascore), la version iOS de Forgotten Memories: Alternate Realities a actuellement une moyenne de 7,1/10.

## Prix
Le 16 novembre 2015, lors de l'annonce des nominations pour les CVAs, les prix du jeu vidéo canadien, Forgotten Memories: Alternate Realities a reçu quatre nominations, dont une pour le meilleur jeu iOS,.